# Montanhas de Phu Phan

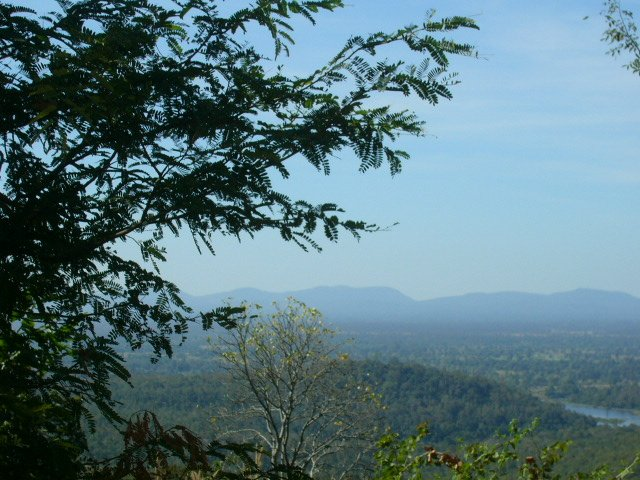
As montanhas Phu Phan vistas desde Phu Phek.

As Montanhas de Phu Phan (em tailandês: เทือกเขา ภู พาน) são uma serie de montanhas na região de Isan da Tailândia.

## Descrição
As Montanhas são o que dividem o Planalto de Khorat em duas bacias hidrográficas: a do norte, Sakon Nakhon, e a do sul, Khorat. As montanhas se distribuem pelas províncias de Nongbua Lamphu, Khon Kaen, Udon Thani, Sakon Nakhon, Nakhon Phanom, Kalasin e Mukdahan. A maior elevação é de uns 630 metros.

## Etimologia
O nome provêem da característica forma de seus picos (Phu é a palavra que significa montanha nos idiomas isan/lao, em contraposição a Khao no centro e o sul tailandês y Doi no norte; e Phan significa pedestal ou bandeja).

## Turismo
O Palácio Real de Phu Phan está situado nas montanhas, assim como a represa Nam Oun. Há três parques nacionais na zona: o de Phu Pan, o de Phu Kao - Phu Phan Kham e o de Phu Pha Lek. Outros lugares de interesse são o Lago Nong Han próximo de Sakon Nakhon e o estilo cambojano da estupa em ruínas de Phu Phek, que data do ano 1050.